# Ceropegia woodii
Espèce
Classification phylogénétique
Ceropegia woodii, également appelée « chaîne des cœurs », est une espèce de plantes à fleurs du genre Ceropegia et de la famille des Apocynacées originaire d'Afrique du Sud. Son nom spécifique lui a été donné en référence au botaniste britannique John Medley Wood établi à Durban. Elle est fréquemment utilisée comme plante d'intérieur.

## Description morphologique
Elle possède des tiges filiformes qui peuvent mesurer jusqu'à 2 mètres de longueur, partant d'une souche tubéreuse qui mesure entre 1 et 5 cm de diamètre. Les tiges possèdent des bulbilles près de chaque paire de feuilles, ce qui leur permet de s'enraciner si la tige casse. Les feuilles sont charnues, en formes de cœur (d'où son nom vernaculaire « chaîne des cœurs »), marbrées d'argent sur le dessus et rougeâtres sur le revers. Plus elle est exposée au soleil, plus la plante prend une coloration violette. Ses fleurs, d'une hauteur de 1 à 1,5 cm de hauteur  se présentent comme des tubes distendus à la base et ouverts en cinq lobes se réunissant au sommet : d'une coloration rose, elles possèdent un renflement à la base et sont teintées de noir sur le haut,.

## Répartition et habitat
Cette espèce est originaire d'Afrique du Sud.

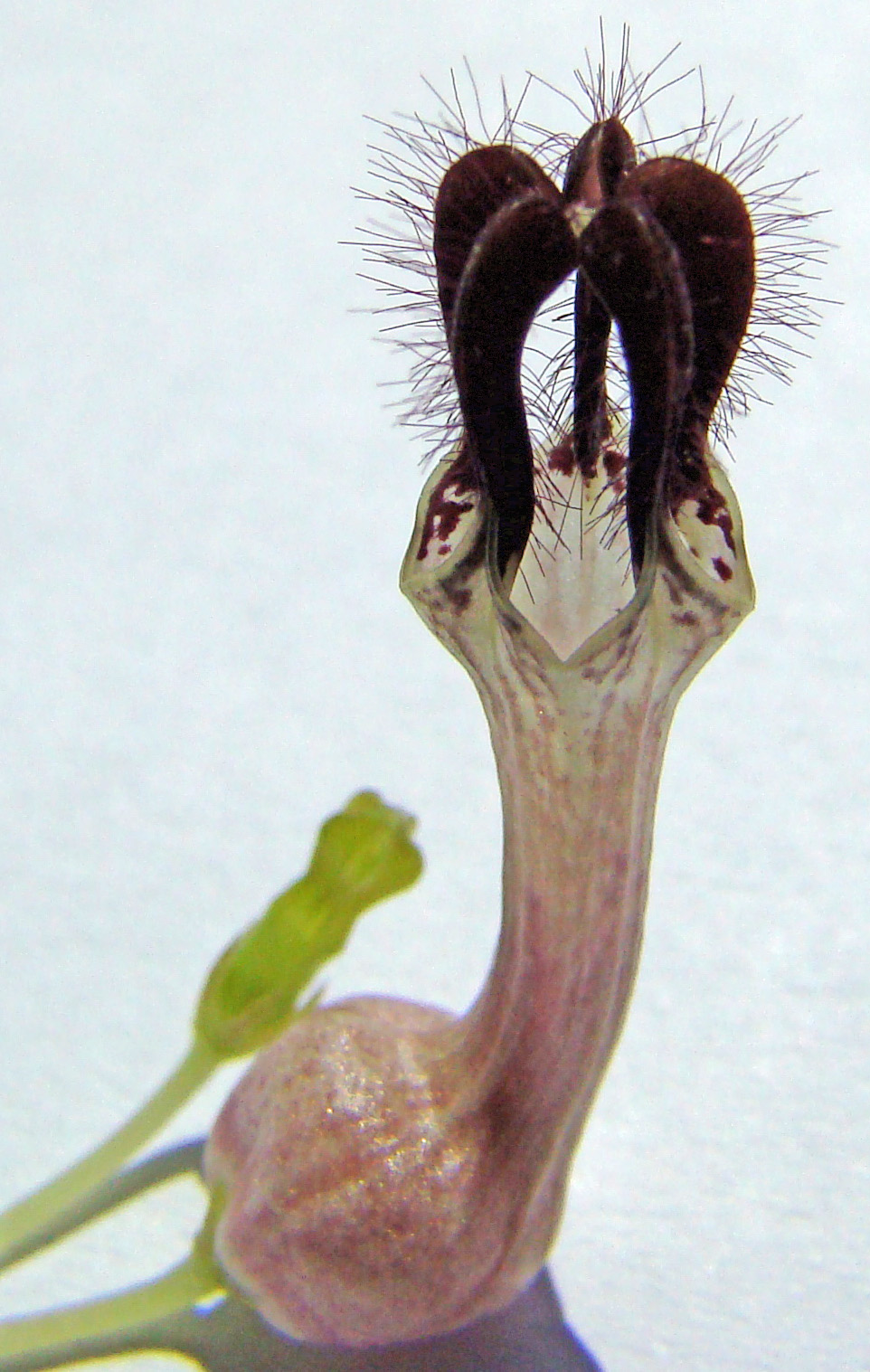
Détail d'une fleur.
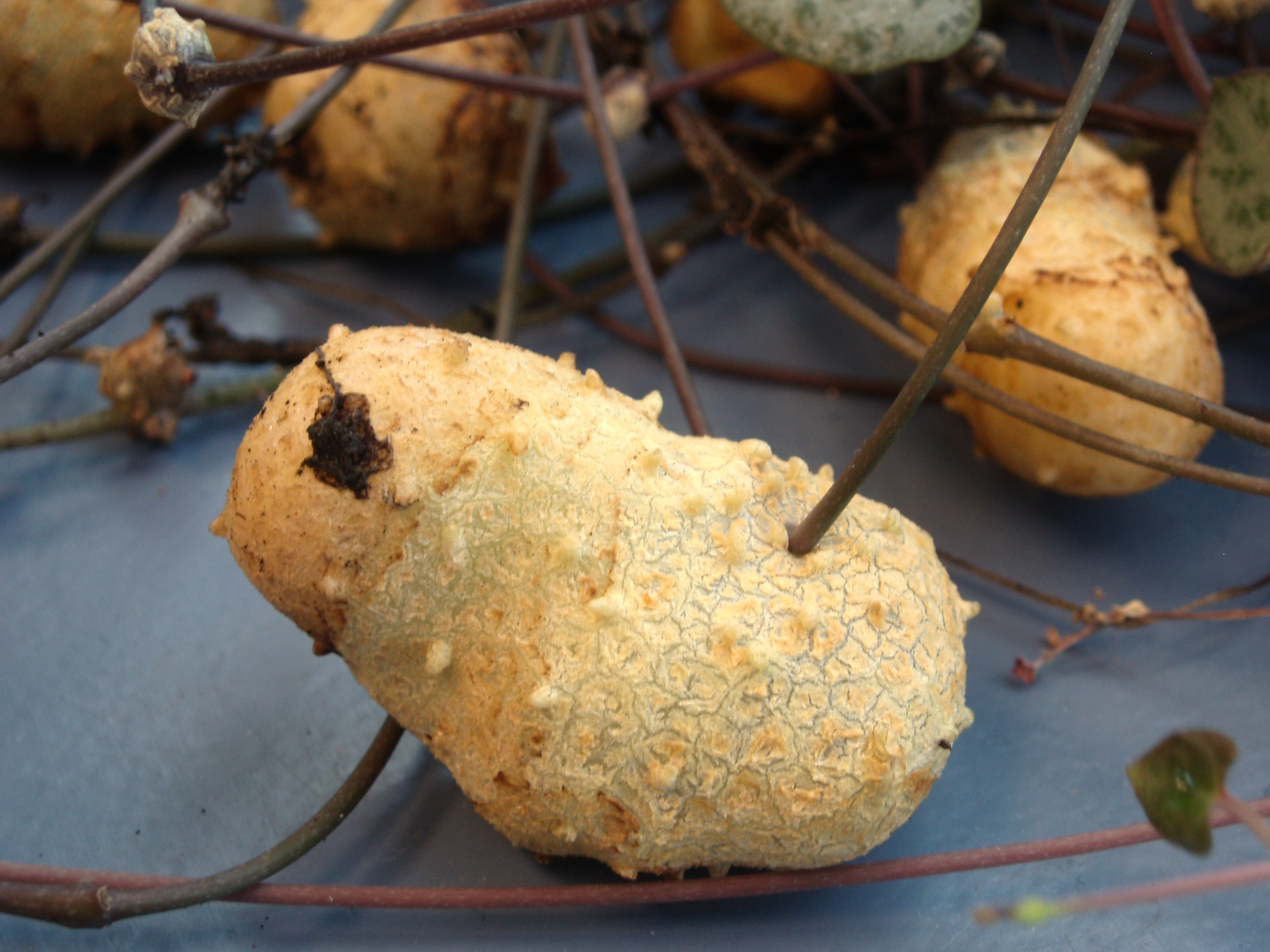
Détail d'une bulbille.
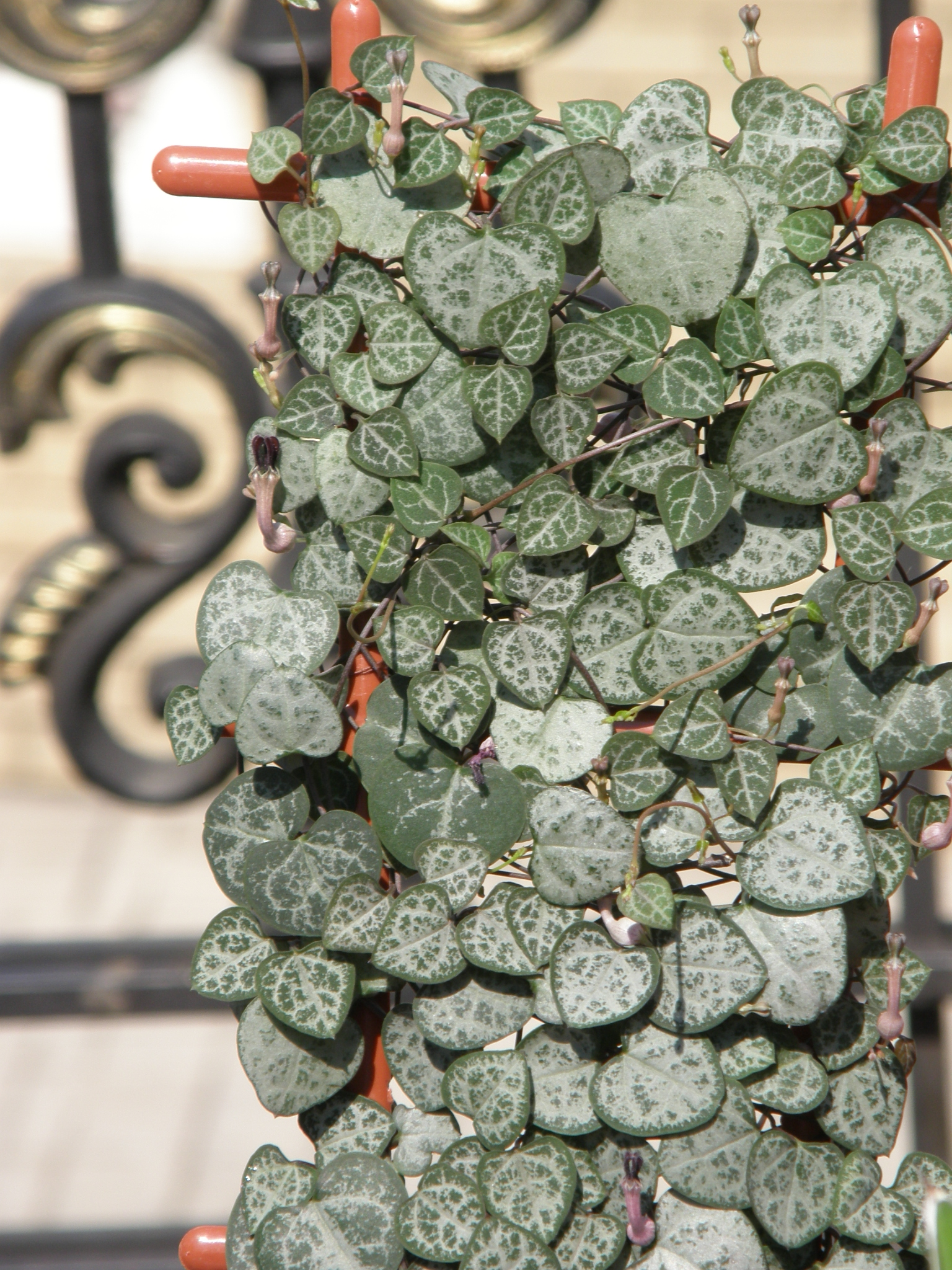
Utilisation comme plante d'intérieur.